# 沃林卡 (索斯尼齊亞區)
51°37′33″N 32°28′1″E / 51.62583°N 32.46694°E

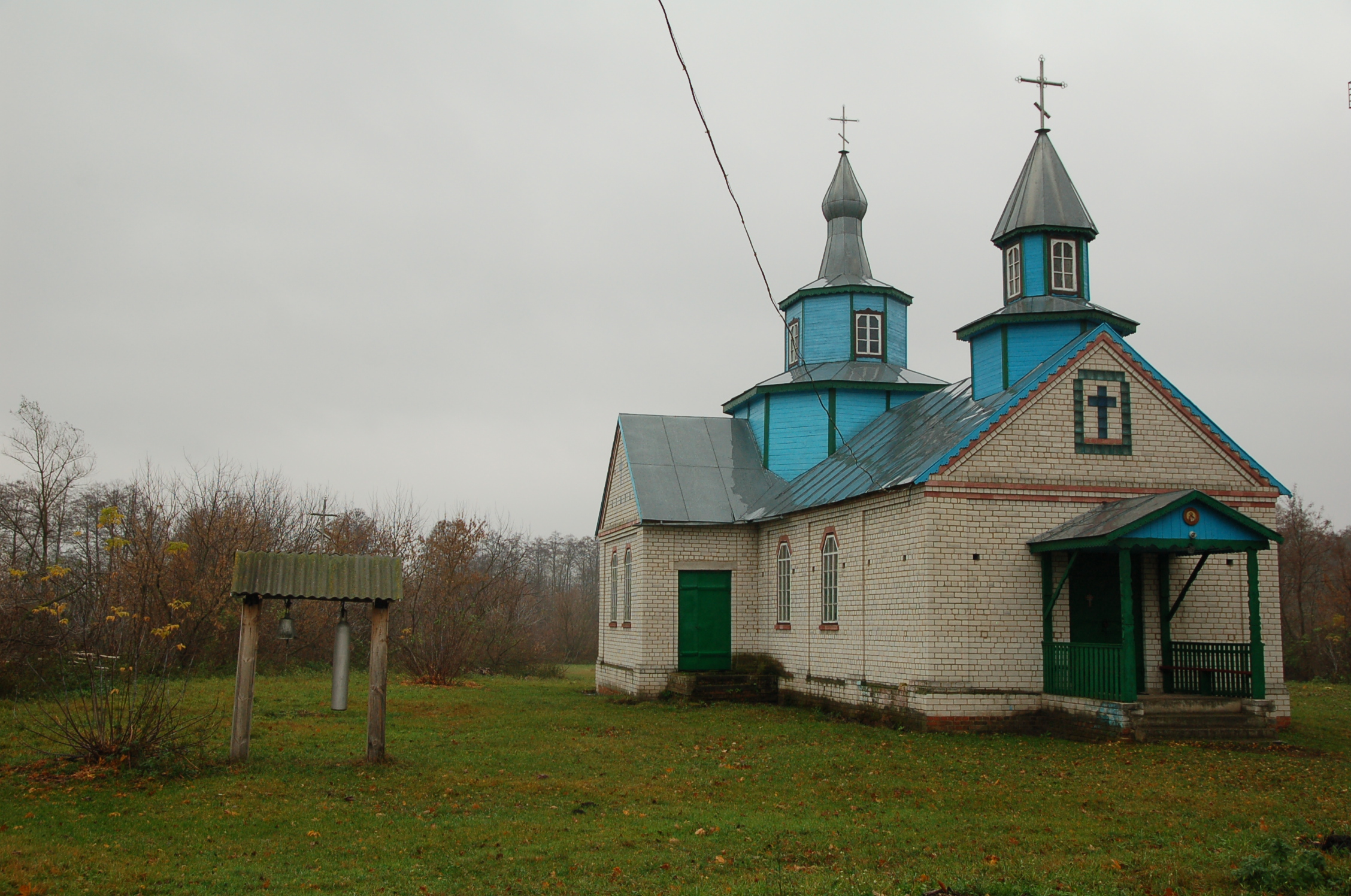

沃林卡（烏克蘭語：Волинка）是位於烏克蘭北部切爾尼希夫州裏科留基夫卡區的村莊，始建於1523年，面積3.7平方公里，海拔高度135米，2001年人口824，人口密度每平方公里222.7人。